# Şatırlı (Bərdə)
Şatırlı è un comune dell'Azerbaigian situato nel distretto di Bərdə. Conta una popolazione di 568 abitanti.